# HD 224544
HD 224544，又名BD+31 5012，SAO 73650、HR 9068，是一颗恒星，视星等为6.52，位于銀經110.21，銀緯-29.19，其B1900.0坐标为赤經23h 53m 43.2s，赤緯+31° -29.19′ 30″。